# Keizersgracht (Amsterdam)

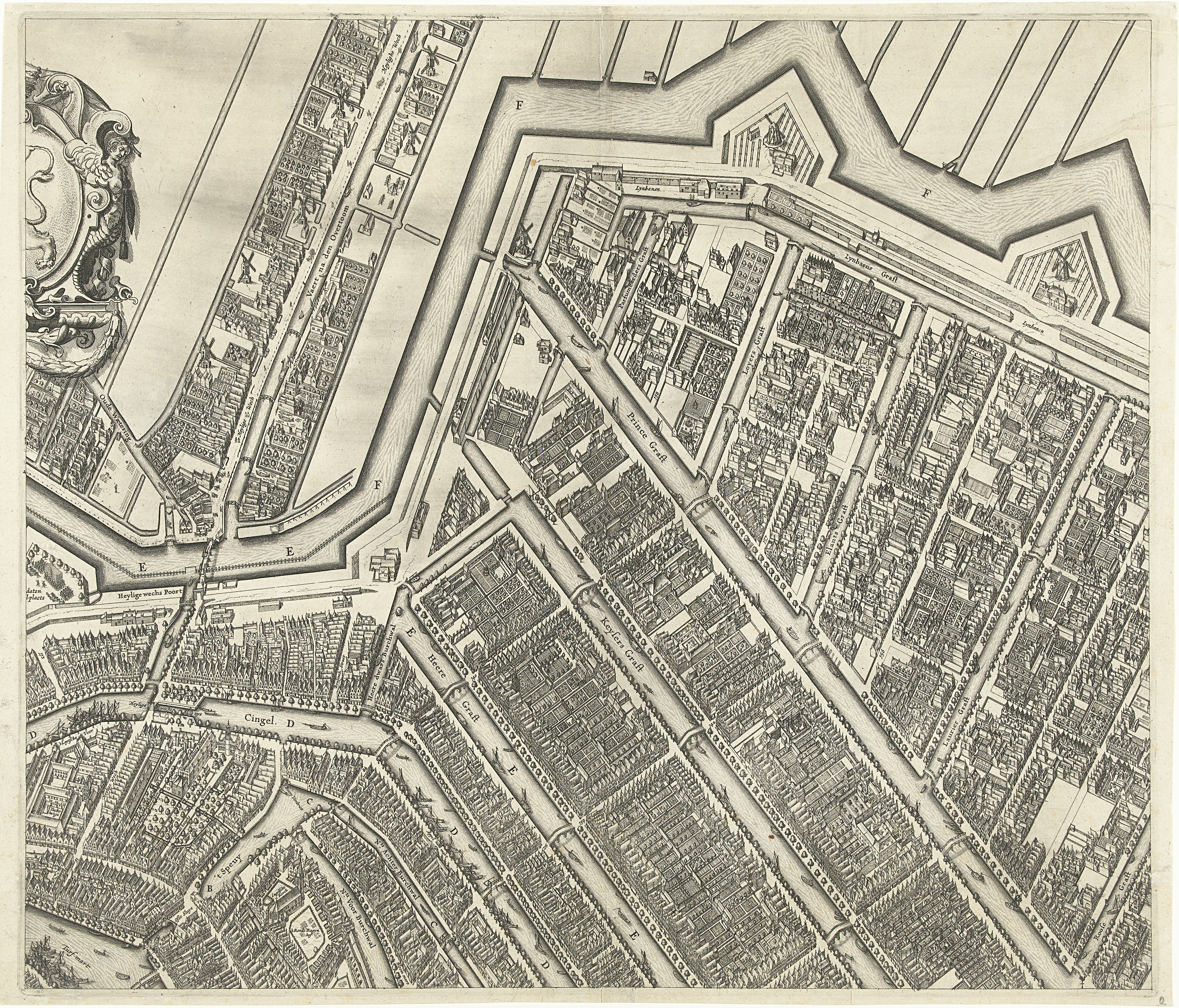
Plattegrond van Amsterdam (blad middenboven) van Balthasar Florisz. van Berckenrode; 1625. Detail van de grote stadskaart met daarop de nog korte Keizersgracht (Keysers Graft), eindigend bij de Leidsegracht (middenboven).

De Keizersgracht, de tweede van de vier Amsterdamse hoofdgrachten die samen de grachtengordel vormen, ligt tussen Herengracht en Prinsengracht.

## Geschiedenis
Het eerste deel van de Keizersgracht (tussen Brouwersgracht en (ongeveer) de huidige Leidsegracht) werd in de zomer van 1615 gegraven op initiatief van burgemeester Frans Hendricksz. Oetgens, stadstimmerman Hendrick Jacobsz Staets en stadslandmeter Lucas Jansz Sinck. De Keizersgracht, genoemd naar keizer Maximiliaan I van het Heilige Roomse Rijk, is de breedste gracht in het centrum van Amsterdam, namelijk honderd Amsterdamse voet, d.w.z. 28,31 meter. Opmerkelijk detail is dat de Keizersgracht later gegraven is dan de Prinsengracht (die in 1614 werd gegraven), terwijl de Keizersgracht de tweede gracht is van de drie hoofdgrachten.
In september 1614 ontstond nog het idee om van de Keizersgracht een chique boulevard zonder water te maken naar voorbeeld van het Haagse Lange Voorhout. Daar heeft men om enkele redenen van afgezien. De vroedschap vermoedde dat de toekomstige kopers van kavels aan de Keizersgracht hun woon- of pakhuis met de boot wilden kunnen bereiken. Andere overwegingen waren mogelijk de noodzaak aan waterberging, het eenvoudiger kunnen aanvoeren van bouw- en ophogingsmateriaal maar vooral het tekort aan ophogingsmateriaal. De bouw van de vestingwerken vergde tegelijkertijd ook veel ophogingsmateriaal.
In november 1615 was de verkaveling aan de oostzijde gereed. De kavels kregen met 30 voet eenzelfde breedte als bij de Herengracht. De bebouwing verliep spoedig: in 1618 waren er nog nauwelijks onbebouwde kavels.
Het deel tussen de Leidsegracht en de Amstel behoort tot de vierde uitleg (1658). In 1663 begon het feitelijk graven van dit deel van de Keizersgracht. In 1667 werden beide delen van de Keizersgracht met elkaar verbonden.
Het deel tussen de Amstel en de Plantage Muidergracht werd als laatste aangelegd. Dit deel kreeg de naam Nieuwe Keizersgracht.
Stadsbouwmeester Daniël Stalpaert bedacht tijdens de tweede fase in 1663 een extra straat tussen Keizersgracht en Prinsengracht om de grachtenhuizen een achteringang te verschaffen waar men een koetshuis kon bouwen: de Kerkstraat.
In 1949 liet de gemeente vanwege de iepenziekte alle bomen op de gracht kappen, waarna lindes werden aangeplant.

## Architectuur en monumenten
Aan de Keizersgracht bevinden zich vele monumenten en monumentale grachtenpanden, waaronder:

#### Even nummers
- 102: De Rode Hoed, uit 1630.
- 220: Onze-Lieve-Vrouwekerk, uit 1854.
- 224: Saxenburg, vernieuwd na 1755.[2][3]
- 242-252: Groote Keijser, gebouwd tussen 1620 en 1730.
- 324: Felix Meritis, uit 1787.
- 334-346: Het Claes Reinierszhofje, uit 1618.
- 384: The Dylan Hotel, voormalig Rooms Catholieke Armenkantoor en daarvoor De Eerste Schouwburg aan de Keizersgracht (1637-1664).
- 560: huis van Jacob van Lennep vanaf 1530 tot zijn overlijden in 1568
- 566: De Keizersgrachtkerk, uit 1888.
- 672-674: De Van Raey-Huizen, thans Museum Van Loon, uit 1671.
- 676: De Nieuwe Waalse Kerk, Keizersgracht 676, uit 1856.

#### Oneven nummers
- 105: d'Bruynvis, uit 1763.
- 123: Het Huis met de Hoofden, uit 1622.
- 141: Het Zuid-Afrika Huis.
- 177: Het Coymanshuis, van bouwmeester Jacob van Campen, uit 1625.
- 209: De Hoop, uit 1734, gerestaureerd in 2001.
- 225: De Koopermoole, uit 1746.
- 401: Het Huis Marseille, uit 1665, thans museum voor fotografie.
- 609: Foam Fotografiemuseum Amsterdam.
- 633: Het Museum Geelvinck Hinlopen Huis.
- 745: ING Bank

Een aantal panden is gebouwd door de Amsterdamse bouwmeesters Philips Vingboons (1607-1678) en Adriaan Dortsman (1635-1682).
Het Homomonument op de Westermarkt ligt voor een deel, in de vorm van een steiger, boven de Keizersgracht.
Zie ook de lijst van rijksmonumenten aan de Keizersgracht (Amsterdam).

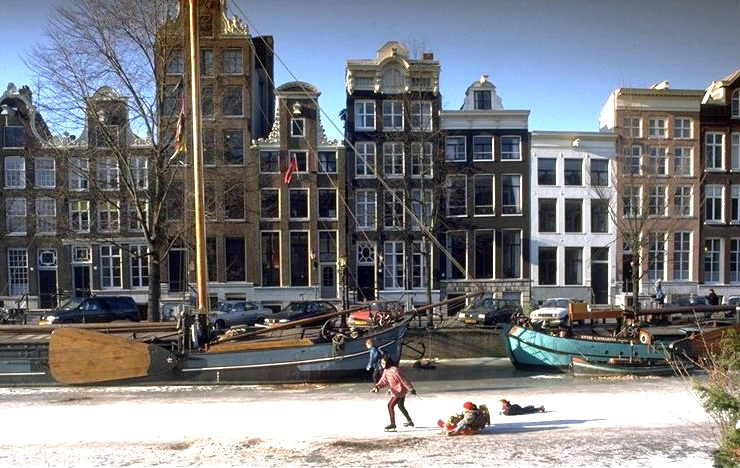
Keizersgracht 54-62 in de winter.
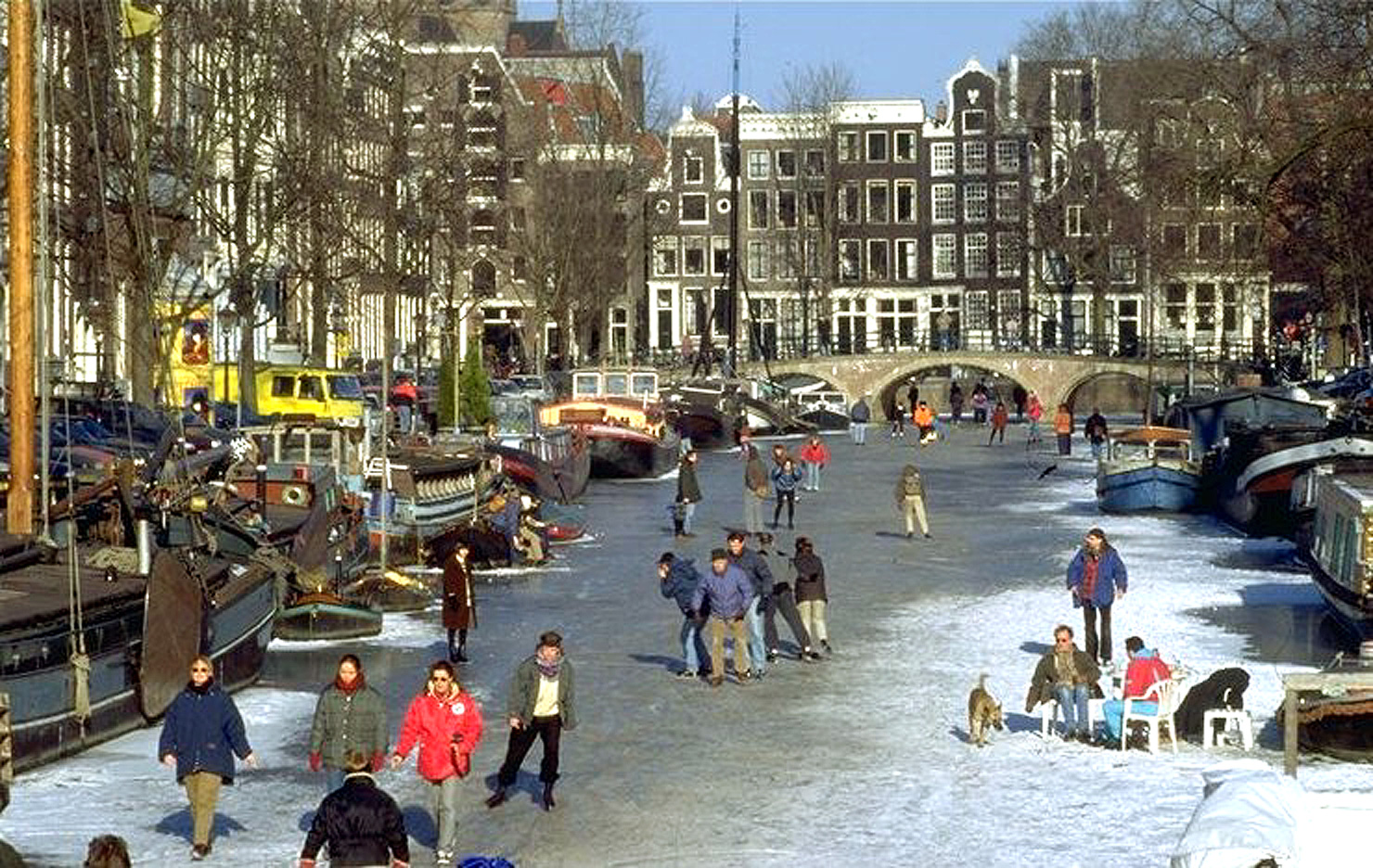
IJspret op de bevroren Keizersgracht.
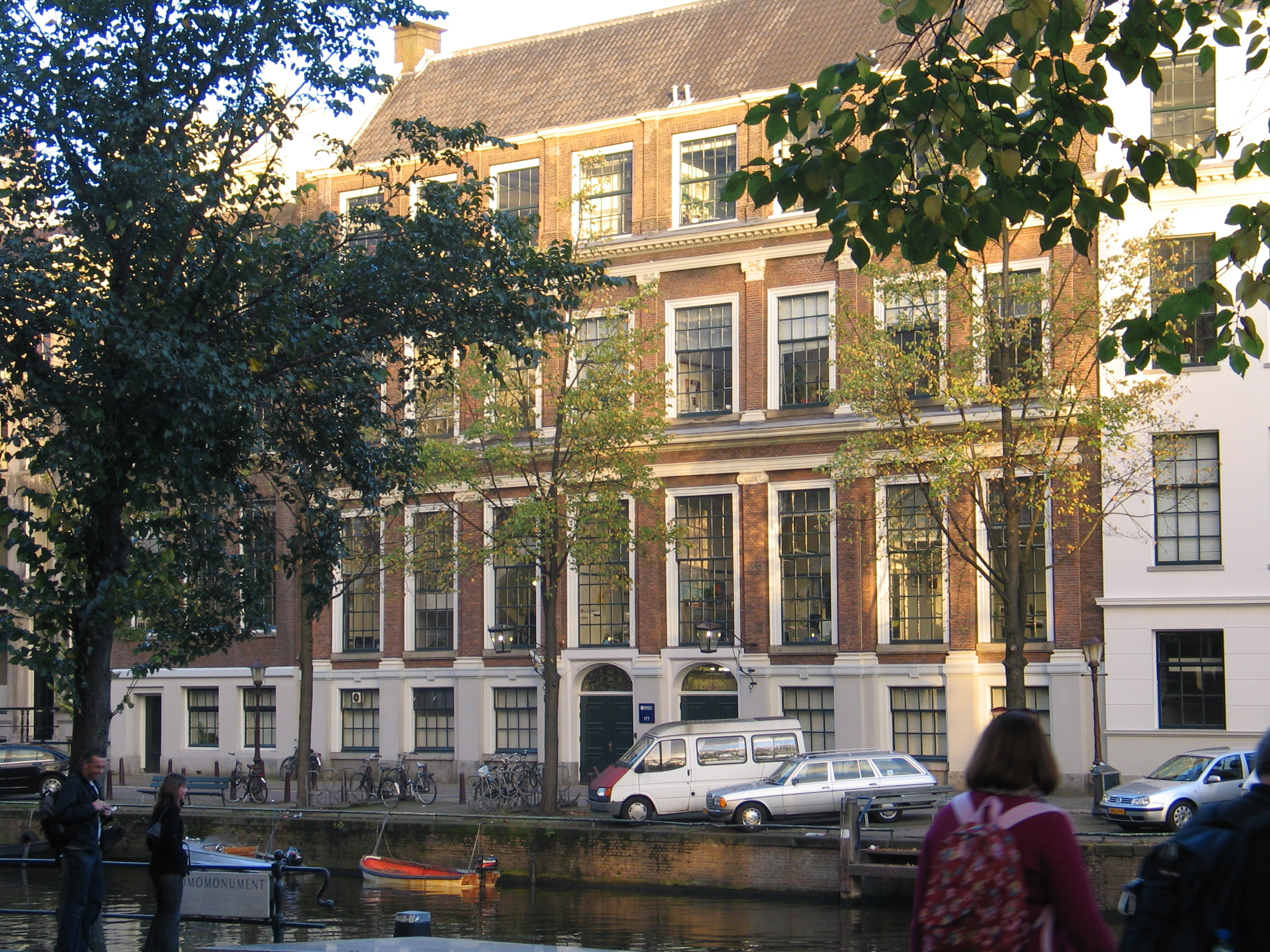
Keizersgracht 177, de Coymanshuizen in 2008.
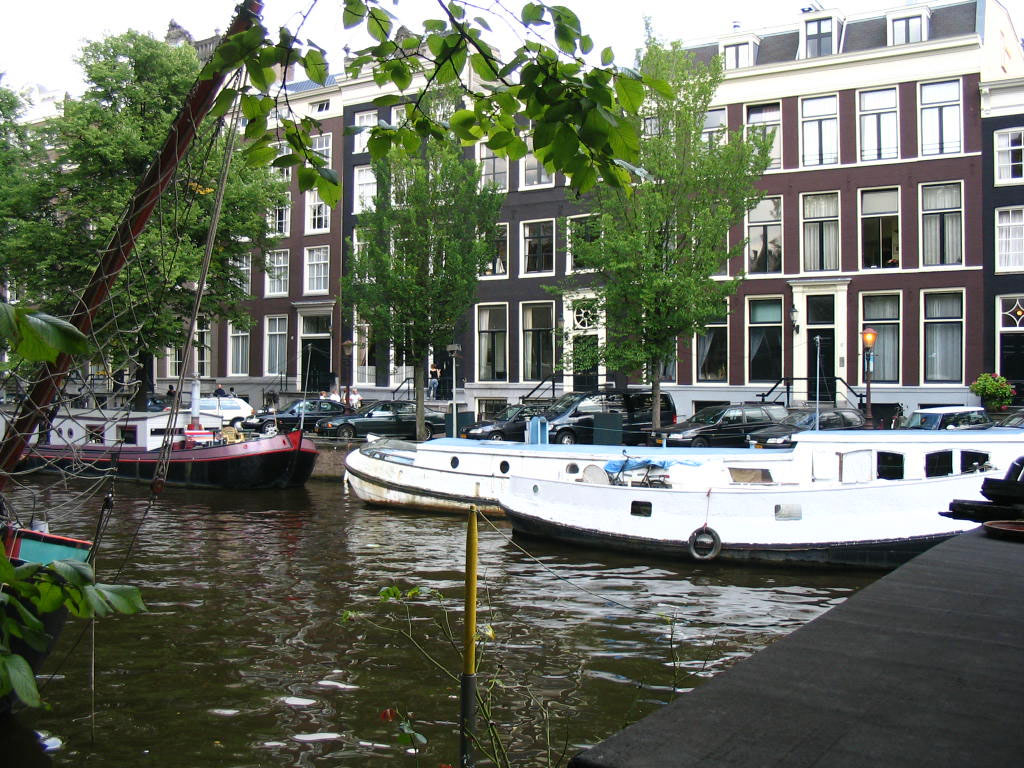
Keizersgracht 85-87.
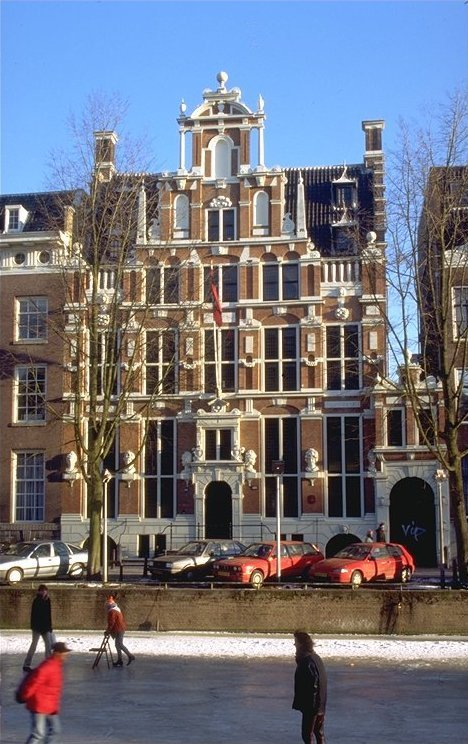
Huis met de hoofden, Keizersgracht 123.
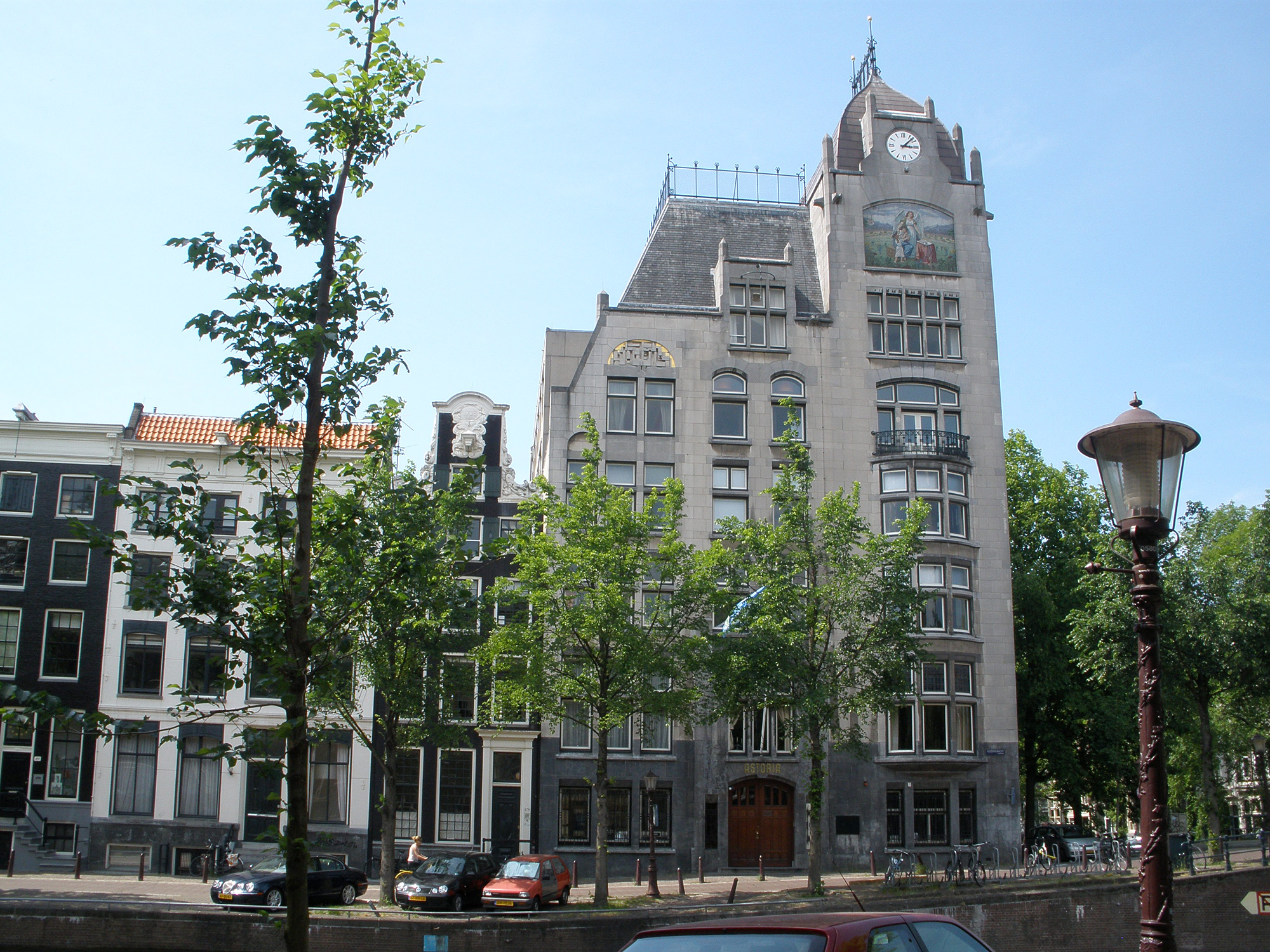
Gebouw Astoria, Keizersgracht 174-176.

## Nummering en oriëntering
De Keizersgracht begint in het noorden bij de Brouwersgracht, buigt zich evenwijdig tussen Herengracht en de Prinsengracht geleidelijk naar het zuidoosten en mondt uit in de Amstel. De oneven-genummerde zijde van de gracht ligt aan de kant van het hart van de stad (de Dam).
- Ter hoogte van Keizersgracht 200 en 183 ligt de kruising met de Westermarkt en de Raadhuisstraat
- Ter hoogte van Keizersgracht 508 en 455 ligt de kruising met de Leidsestraat
- Ter hoogte van Keizersgracht 648 en 589 ligt de kruising met de Vijzelstraat
- Ter hoogte van Keizersgracht 764 en 709 ligt de kruising met de Utrechtsestraat
- Ter hoogte van Keizersgracht 826 en 765 mondt de gracht uit in de Amstel.

## Bruggen
De Keizersgracht wordt door 14 bruggen overspannen:
| Brugnummer | Naam                    | Gebruik              | Type       | Wijdte doorvaartopening | Hoogte doorvaartopening | Doorvaarthoogte bij 4 m wijdte | Beheer  |
| ---------- | ----------------------- | -------------------- | ---------- | ----------------------- | ----------------------- | ------------------------------ | ------- |
| 55         | Pastoorsbrug            | Brouwersgracht       | Vaste brug | 7,00                    | 2,22                    | 1,80                           | Centrum |
| 54         | Noordsche Compagniebrug | Herenstraat          | Vaste brug | 6,81                    | 1,80                    |                                | Centrum |
| 51         |                         | Leliegracht          | Vaste brug | 6,70                    | 2,27                    | 1,80                           | Centrum |
| 106        | Niek Engelschmanbrug    | Westermarkt          | Vaste brug | 2x7,00                  | 1,70                    |                                | DiVV    |
| 49         | Kees Fensbrug           | Hartenstraat         | Vaste brug | 6,70                    | 2,27                    | 1,80                           | Centrum |
| 48         | (Felix Meritisbrug)¹    | Wolvenstraat         | Vaste brug | 6,70                    | 2,27                    | 1,80                           | Centrum |
| 47         |                         | Huidenstraat         | Vaste brug | 6,70                    | 2,27                    | 1,80                           | Centrum |
| 46         | (Quellijnbrug)¹         | Leidsegracht         | Vaste brug | 6,70                    | 2,27                    | 1,80                           | Centrum |
| 43         |                         | Leidsestraat         | Vaste brug | 6,70                    | 1,77                    |                                | DiVV    |
| 42         | (Wielrijdersbrug)¹      | Nieuwe Spiegelstraat | Vaste brug | 6,70                    | 2,27                    | 1,80                           | Centrum |
| 41         | Johanna Borskibrug      | Vijzelstraat         | Vaste brug | 6,88                    | 1,80                    |                                | DiVV    |
| 38         | (Oetgenssluis)¹         | Reguliersgracht      | Vaste brug | 6,80                    | 2,38                    | 1,84                           | Centrum |
| 37         | (Peylsluis)¹            | Utrechtsestraat      | Vaste brug | 6,83                    | 1,24                    |                                | DiVV    |
| 36         | L.J.Sinckbrug           | Amstel               | Vaste brug | 5,14                    | 2,89                    | 2,42                           | Centrum |

¹De brugnamen tussen haakjes zijn de officieuze namen van bruggen, die namen zijn sinds april 2016 vervallen.
Bij de doorvaarthoogtes in de tabel dient men rekening te houden met het feit dat de Keizersgracht net zoals alle andere grachten in de binnenstad op -0,40 m van het NAP ligt.

## Schaatsen
Als er in de winter sprake is van ijsvorming en er een mogelijkheid ontstaat op de Amsterdamse grachten te schaatsen, staakt Waternet de circulatie van het water in de grachten door sluiting van de sluizen en wordt het boten verboden te varen op een aantal grachten, waaronder de Keizersgracht. De Keizersgracht wordt dan aangewezen als hoofdgracht waarop geschaatst kan worden. In 2008 heeft een rondvaartboot van rederij Meyers tegen de regels in de prille ijslaag aan stukken gevaren. Hierover zijn vragen gesteld aan het bestuur van stadsdeel centrum.
De Keizersrace is een sprintwedstrijd die gehouden wordt tussen de Leidsestraat en de Spiegelgracht. De winnaar van de race mag zich de Keizer(in) van Amsterdam noemen. De race werd gereden in 1991, 1996, 1997 en 2012.

## Tunnel
Onder de Keizersgracht werd in 1974 de zogenaamde Poentunnel geopend, een ondergrondse loopverbinding tussen de bankgebouwen De Bazel en de Vijzelbank in de Vijzelstraat. Tegenwoordig is de tunnel nog wel aanwezig, maar buiten gebruik en aan de noordzijde dichtgemetseld.

## Bekende bewoners
- Op Keizersgracht 8? woonde Joan van Oosterwijck, bewindhebber van de VOC, WIC en Sociëteit van Suriname
- Niet ver van de Groenlandse pakhuizen woonde Willem Cornelisz. van Muyden. Hij had aan zijn riante onderkomen een uithangbord De Eerste Walvisvanger bevestigd.
- Op 65 woonden Pieter Corneliszoon Hooft en zijn vrouw Leonora Hellemans. Na zijn dood kocht zijn weduwe het pand, dat het echtpaar al jaren bewoonde.
- Cornelis Trip woonde op Keizersgracht 71, 73 en 127.
- Op Keizersgracht 111 en 113 woonden Hendrik Carloff en Jan Valkenburg die beide betrokken waren bij de slavenhandel tussen de Goudkust en Zuid-Amerika.
- Op 123 woonde de beroemde Tsjechische pedagoog Comenius, die was ingetrokken bij Louis de Geer.
- Op 137-139 woonde Samuel Blommaert, op 139 woonde Hugo Metsers op 141 Laurens Reael en Jacques Specx.
- Op 149 woonden Hans van Loon, bewindhebber van de VOC en Boudewijn Büch.
- Op 198 woonde Hendrick van Baerle, betrokken bij slaventransporten naar Suriname.
- Op 209 woonden Gerard en Jan Reynst, kunstverzamelaars.
- Op 210 woonde de arts en burgemeester Nicolaas Tulp.
- Op 217 woonde Daniël Deutz, burgemeester van Amsterdam, de jurist Jacob Walraven,[7] Jan Heemskerk Azn., en zijn zoon Theo Heemskerk, beide minister van binnenlandse zaken.
- Op 224 woonden David van Baerle, de koopman Jean de Neufville en Pieter van Winter, kunstverzamelaars.
- Op 227 woonde kinderboekenschrijver Paul Biegel.
- Op 285 woonde Kiliaen van Rensselaer, zijn buurman was Jacques l'Hermite.
- Op 289 woonde de familie Van Hall, tevens geboortehuis van Walraven van Hall (?).
- Naast de Schouwburg van Van Campen woonde Johan van Scharphuizen, maar later ook Carel Wouter Visscher.
- Op 317 woonde Christoffer Brands;
- op 319 de acteur Rutger Hauer.
- Op 385 woonde de schilder Jacob de Wit.
- Op 444-446, tot 2007 de Openbare Bibliotheek Amsterdam, woonde Mattheus Lestevenon, de ambassadeur in Frankrijk en de bankiers en kunstverzamelaars Thomas Hope, Henry Hope en Adriaan van der Hoop.
- Op 452 woonde de familie Van Loon en Gerard Aernout Hasselaer.
- Ter hoogte van het Molenpad hadden Pieter en François Hemony hun klokkengieterij gevestigd. Op het terrein is in 1680 de eerste Italiaanse opera opgevoerd door Dirck Strijcker.
- Op 456 woonde de chirurg David van Gesscher.
- Op 458 woonde Frederick Coyett, de laatste gouverneur van Nederlands Formosa.
- Tussen de Leidsegracht en de Leidsestraat aan de even kant woonde de dichter Nicolaas Simon van Winter.
- Op 492 woonde Hans van Willigenburg.
- Op 515 woonde acteur Chris Zegers.
- Op nummer 518 heeft decennialang Benno Premsela gewoond die het in zijn kenmerkende stijl heeft verbouwd.
- Keizersgracht 529 was ooit het woonhuis van Amerika's tweede president, John Adams.
- Jacob van Lennep bewoonde 560.
- Rond nummer 565? woonde Gerrit Uylenburgh, kunsthandelaar.
- De behangschilder Egbert van Drielst bewoonde Keizersgracht 592 en 418.
- Ferdinand van Collen bewoonde Keizersgracht 601.
- Op 643 woonde Matthias Trip.
- Op 668 woonde burgemeester Cornelis Munter.
- Op 672 woonde Ferdinand Bol, schilder.
- Op 686 woonde Johannes Burman, botanicus.
- Op 755 woonde ooit Paulien Huizinga.
- Op een nog onbekend nummer logeerde Cosimo III de' Medici bij de wol- en slavenhandelaar Francesco Feroni.